# Rachel Breckle
Rachel Breckle es un personaje ficticio de la serie de televisión Emmerdale Farm, interpretada por la actriz Gemma Oaten del 19 de julio de 2011 hasta el 16 de enero de 2014. En el 2015 Gemma regresó a la serie.
En mayo de 2015 se anunció que Rachel dejaría la serie más tarde ese mismo año.